# Emilia Torello
Emilia Torello (* 20. April) ist eine US-amerikanische Theater- und Filmschauspielerin.

## Leben
Torello stammt aus Wilmington im US-Bundesstaat North Carolina. Sie erwarb 2022 ihren Bachelor of Arts an der University of Miami und wirkte an mehreren Theaterstücken, unter anderen von der Opera House Theatre Company, mit. Erste Schritte als Fernsehschauspielerin ging sie 2017, als sie in einer Episode der Fernsehdokuserie Tatort Sumpf in der Rolle der Megan Carr und in einer Episode der Fernsehserie Mr. Mercedes in der Rolle der Juliet mitwirkte. 2021 verkörperte sie mit der Rolle der Grace eine der weiblichen Hauptrollen im Tierhorrorfilm Megaboa – 20 Meter, die fressen wollen vom Filmstudio The Asylum an der Seite von Eric Roberts. 2022 spielte sie die Episodenrolle der Ava in Killing It. 2023 war sie in einer Nebenrolle in einer Episode der Fernsehserie Outer Banks zu sehen.
Torello war, bis zu seinem Tod im November 2024, mit dem Schauspieler Paul Teal verlobt.

## Filmografie (Auswahl)
- 2017: Tatort Sumpf (Swamp Murders, Fernsehdokuserie, Episode 5x08)
- 2017: Mr. Mercedes (Fernsehserie, Episode 1x10)
- 2021: Megaboa – 20 Meter, die fressen wollen (Megaboa)
- 2022: Killing It (Fernsehserie, Episode 1x04)
- 2023: Outer Banks (Fernsehserie, Episode 3x09)

## Theater (Auswahl)
- Newsies, Opera House Theatre Co.
- My Fair Lady, Opera House Theatre Co.
- Peter and the Starcatcher, Opera House Theatre Co.
- Sister Act, Regie: Justin Smith
- Peter Pan, Thalian Association
- Little Women the Musical, Regie: Judy Greenhut
- To Kill a Mockingbird, Regie: Tom Briggs, Thalian As.